# Konstantin VII. Porfirogenet
Konstantin VII. Porfirogenet (grč. Κωνσταντῖνος ὁ Πορφυρογέννητος, Κōnstantĩnos ho Porphyrogénnētos) (Carigrad, rujan 905. – Carigrad, 9. studenog 959.) je bio bizantski car od 945. do 959. te pisac. Značajan je kao autor nekolicine djela velike povijesne vrijednosti.

## Životopis
Konstantin VII. rođen je 905. godine u obitelji oca, cara Leona VI. Mudrog (886. – 912.) i majke, carice Zoe Karbonopsine. Okrunjen je 911. godine za suvladara, ali poslije smrti oca nije postao carem Bizanta. U periodu između 912. i 945. Konstantin je bio žrtva različitih dvorskih spletki i odvojen od prijestolja. Carsku krunu je preuzeo njegov stric Aleksandar koji je umro 913. godine ubrzo nakon izbijanja rata s Bugarima. Budući da je Konstantin bio tek sedmogodišnji dječak, regentstvo je preuzeo patrijarh Nikola Mistik. Za vrijeme regentstva Bizant je morao sklopiti mirovni sporazum s bugarskim knezom Simeonom kojemu je, iako nije uspio osvojiti Carigrad, priznata carska titula i niz povlastica. Veliki ustupci Bugarima stajali su regenstva patrijarha Nikolu Mistika, koji je smijenjen s položaja, a regentstvo je preuzela carica majka Zoja. Odbijanje stavki mirovnog sporazuma uzrokovalo je novi rat s Bugarima u kojem je Simeon osvojio Trakiju i Hadrijanopol, a poharao okolicu Drača i Soluna. Godine 917. Bugari su strahovito potukli Bizantince te je Simeon zauzeo čitavu Grčku do Korintskog zaljeva. Neuspjeh u ratu protiv Bugara udaljio je Zoju od regentstva, a vlast je postupno preuzeo admiral bizantske mornarice, Roman Lakapen. Godine 919. mladi Konstantin se oženio Helenom, kćerom Romana Lakapena koji je pokušavao sebi i svojim sinovima osigurati bizantsko carsko prijestolje.
Dana 24. rujna 920. Roman je imenovan cezarom, a 17. prosinca iste godine okrunjen je za suvladara mladoga cara, čime je Konstantin za dugi niz godina bio udaljen od prijestolja i vlasti, premda je imao titulu cara. Kada se car Roman I. 921. godine proglasio glavnim carem i uzeo za suvladara svoga najstarijeg sina Kristofora, Konstantin je bio sasvim udaljen od vlasti te se posvetio znanosti i knjigama. Godine 924. mlađi Romanovi sinovi, Stjepan i Konstantin također su imenovani suvladarima, te je Konstantin posve istisnut s prijestolja.
Kada je 931. godine umro Romanov nasljednik Kristofor, car je odlučio dati prvenstvo legitimnom caru Konstantinu VII., zbog čega su se Kristoferova braća pobunila protiv oca, svrgnula ga s vlasti i izgnala na otok Portu. Međutim, Konstantin VII. je tada uz podršku aristokratske elite, dana 27. siječnja 945. godine uspio zbaciti s vlasti Romanove nasljednike i konačno samostalno preuzeti carsko prijestolje.

## Djela
Konstantin VII. Porfirogenet nije ostao upamćen po svojoj političkoj djelatnosti kao državnik među brojnim istaknutim carevima u Bizantu. Naslijedio ga je sin Roman II. (959. – 963.). Poznatiji je kao pisac djela kojima je ostavio u nasljeđe značajne povijesne izvore. Iako je bio prvi nasljednik u Bizantu od rane mladosti radije se bavio kulturom i umjetnošću, a zanemarujući uobičajene dvorske intrige među svojom rodbinom. Konstantina VII. povijest pamti po znanstvenoj i kulturnoj aktivnosti gdje je ostavio zapažene rezultate. Potisnut od državničke politike, Konstantin je svoje zanimanje posvetio znanosti i umjetnosti. U mladosti je stekao najbolje obrazovanje koje se moglo steći u Carigradu, a kasnije je oko sebe okupio učene ljude s kojima je pisao djela enciklopedijskog karaktera po kojima se najbolje prepoznaje.
Najznačajnija djela za povijest jugoistočne Europe su:
- De administrando imperio (O upravljanju carstvom);
- De thematibus (Spis o temama Bizantskog carstva);
- Vita Basilii (Život Bazilija);
- De ceremoniis aulae byzantinae (O ceremonijama bizantskog dvora)

Od navedenih, najznačajnije djelo je svakako De administrando imperio (skraćeno DAI). Djelo je nastalo između 949. i 955. godine. U njemu se nalazi detaljan opis većine naroda koji su graničili s Bizantskim carstvom. Za južnoslavenske narode, najinteresantniji podaci su u poglavljima 29-36. Ona govore o povijesti južnoslavenskih naroda do vremena Konstantina VII. Porfirogeneta. Iako su pojedini navodi iz njega osporavani, DAI je nezaobilazan povijesni izvor.